# مات بوين (لاعب دوري الرغبي)
مات بوين (بالإنجليزية: Matt Bowen)‏ هو لاعب دوري الرغبي أسترالي، ولد في 9 مارس 1982 في كيرنز في أستراليا.